# Roland Juhász
Roland Juhász (pronunciació en hongarès: ˈrolɒnd ˈjuhaːs; nascut l'1 de juliol de 1983) és un futbolista professional hongarès que juga com a defensa pel Videoton.

## Carrera

### MTK Budapest
Juhász va començar la seva carrera en categories inferiors a Tápiószecső jugant pel club local Tápiószecső FC. En canvi, la seva carrera professional la va començar al club MTK Budapest FC el 1999. Després de jugar 107 partits a la lliga hongaresa de futbol, en els quals marcà 12 gols, fou convocat per primer cop amb Hongria. La temporada 2002-03 va guanyar la Nemzeti Bajnokság I amb l'MTK Budapest. Un cop acabada la temporada següent, 2004-05 de la lliga hongaresa, el gegant belga RSC Anderlecht el va contractar.

### Anderlecht
L'RSC Anderlecht va contractar Roland Juhász el 29 d'agost de 2005. Va debutar amb el seu nou club contra el Chelsea FC a la Lliga de Campions de la UEFA. El 19 de setembre de 2005 es va fracturar un os del peu, cosa que va fer que l'Anderlecht es veiés privat dels seus serveis durant unes quantes setmanes. Amb el club, va guanyar la Lliga belga quatre cops, les temporades 2005–06, 2006–07, 2009–10 i 2011–12. El 2009 fou triat el millor defensa de la lliga belga. El mateix any, fou triat Jugador Hongarès de l'Any per la Federació Hongaresa de Futbol, mentre Péter Kabát era nomenat el millor hongarès de la seva lliga.
El 2011 Juhász fou nomenat millor jugador hongarès de l'any.
El 8 d'agost de 2011, el Rangers F.C. d'Ally McCoist va negociar amb l'Anderlecht el traspàs del jugador, però l'Anderlecht va refusar l'oferta de més de tres milions de lliures del Rangers, a despit que la quantitat era la que Juhász pensava que havia acordat per aquest cas amb el club 12 mesos abans. L'agent de Juhász va acusar llavors l'Anderlecht d'intentar arruinar la seva carrera.
El 18 de novembre de 2011 fou el Celtic F.C. qui oferí una quantitat de 2.6 milions de lliures en el mercat d'hivern per Roland Juhász en un intent de reforçar la seva afeblida defensa. Neil Lennon deia que Juhász complia les condicions que calia.
El 2012 Juhász va estendre el seu contracte amb l'Anderlecht fins al 2014. Juhász va dir que "Estic molt content amb aquesta ampliació de contracte, em trobo bé a Brussel·les i a l'Anderlecht, on puc competir per la lliga i la copa cada any, i jugar també a Europa cada any. Voldria agrair al club i als aficionats la seva confiança".
El 4 de gener de 2013 The Sun va escriure que el Sunderland A.F.C. de la Premier League, entrenat per Martin O'Neill s'interessava pel jugador.

### Videoton (cedit)
El 19 febrer 2013, al web de l'Anderlecht s'hi va anunciar la cessió del jugador al club Videoton FC, la qual es va confirmar el 20 de febrer de 2013. La cessió als campions de la lliga hongaresa 2010-11 seria per un any, fins al final de la temporada 2012–13.

## Palmarès
MTK Budapest
- Lliga hongaresa: 2002–03
- Copa hongaresa: 1999-00
- Supercopa hongaresa: 2003

R.S.C. Anderlecht
- Lliga belga: 2005–06, 2006–07, 2009–10, 2011–12
- Copa belga: 2007–08
- Supercopa belga: 2006, 2007, 2010, 2012

## Carrera internacional
El debut de Juhasz amb la selecció hongaresa es produí el 25 d'abril de 2004 en un partit amistós contra el Japó, en el qual va marcar un gol.
El 7 de setembre, Hongria va començar la Fase de classificació pel Mundial 2014 guanyant per 5–0 Andorra, en un partit en què Juhász va marcar el primer gol.
El 31 de maig de 2016 es va anunciar que el seleccionador Bernd Storck l'havia inclòs en l'equip definitiu d'Hongria per disputar l'Eurocopa 2016.
| Juhász – gols per Hongria | Juhász – gols per Hongria | Juhász – gols per Hongria | Juhász – gols per Hongria | Juhász – gols per Hongria | Juhász – gols per Hongria | Juhász – gols per Hongria      |
| #                         | Data                      | Seu                       | Oponent                   | Marcador                  | Resultat                  | Competició                     |
| ------------------------- | ------------------------- | ------------------------- | ------------------------- | ------------------------- | ------------------------- | ------------------------------ |
| 1                         | 25 abril 2004             | Zalaegerszeg              | Japó                      | 2–0                       | 3–2                       | Amistós                        |
| 2                         | 22 agost 2007             | Budapest                  | Itàlia                    | 1–1                       | 3–1                       | Amistós                        |
| 3                         | 24 maig 2008              | Budapest                  | Grècia                    | 2–1                       | 3–2                       | Amistós                        |
| 4                         | 11 octubre 2008           | Budapest                  | Albània                   | 2–0                       | 2–0                       | Classificació pel Mundial 2010 |
| 5                         | 1 abril 2009              | Budapest                  | Malta                     | 3–0                       | 3–0                       | Classificació pel Mundial 2010 |
| 6                         | 7 setembre 2012           | Andorra la Vella          | Andorra                   | 1–0                       | 5–0                       | Classificació pel Mundial 2014 |

## Estadístiques

### Club
| Club          | Temporada     | Lliga   | Lliga | Copa    | Copa | Europa  | Europa | Total   | Total |
| Club          | Temporada     | Partits | Gols  | Partits | Gols | Partits | Gols   | Partits | Gols  |
| ------------- | ------------- | ------- | ----- | ------- | ---- | ------- | ------ | ------- | ----- |
| MTK Budapest  | 2004–05       | ?       | ?     | ?       | ?    | ?       | ?      | ?       | ?     |
| MTK Budapest  | 2005–06       | ?       | ?     | ?       | ?    | ?       | ?      | ?       | ?     |
| MTK Budapest  | Total         | 107     | ?     | ?       | ?    | ?       | ?      | ?       | ?     |
| Anderlecht    | 2005–06       | 11      | 0     | ?       | ?    | 3       | 0      | ?       | ?     |
| Anderlecht    | 2006–07       | 23      | 1     | ?       | ?    | 5       | 1      | ?       | ?     |
| Anderlecht    | 2007–08       | 31      | 0     | ?       | ?    | 2       | 0      | ?       | ?     |
| Anderlecht    | 008–09        | 33      | 4     | ?       | ?    | 2       | 0      | ?       | ?     |
| Anderlecht    | 2009–10       | 38      | 6     | ?       | ?    | 14      | 1      | ?       | ?     |
| Anderlecht    | 2010–11       | 35      | 5     | ?       | ?    | 12      | 3      | ?       | ?     |
| Anderlecht    | 2011–12       | 36      | 4     | ?       | ?    | 9       | 1      | ?       | ?     |
| Anderlecht    | 2012–13       | 3       | 0     | ?       | ?    | 2       | 0      | ?       | ?     |
| Total         | ?             | ?       | ?     | ?       | ?    | ?       | ?      | ?       |       |
| Total Carrera | Total Carrera | ?       | ?     | ?       | ?    | ?       | ?      | ?       | ?     |

### Internacional
| Equip nacional | Temporada | Partits | Gols |
| -------------- | --------- | ------- | ---- |
| Hongria        | 2004      | 10      | 1    |
| Hongria        | 2005      | 6       | 0    |
| Hongria        | 2006      | 6       | 0    |
| Hongria        | 2007      | 10      | 1    |
| Hongria        | 2008      | 10      | 2    |
| Hongria        | 2009      | 8       | 1    |
| Hongria        | 2010      | 9       | 0    |
| Hongria        | 2011      | 10      | 0    |
| Hongria        | 2012      | 7       | 1    |
| Hongria        | 2013      | 2       | 0    |
| Hongria        | 2014      | 7       | 0    |
| Hongria        | 2015      | 5       | 0    |
| Hongria        | 2016      | 1       | 0    |
| Total          | Total     | 91      | 6    |

## Filantropia
El 2011 Juhász, conjuntament amb Szabolcs Huszti varen donar suport financer a la fundació hongaresa Gyermekkor Alapítvány per tal de donar mitjans suficients als hospitals hongaresos infantils.